# Jack Cassidy
John Joseph Edward “Jack” Cassidy (Richmond Hill, Queens, New York, USA, 1927. március 5. – West Hollywood, Kalifornia, 1976. december 12.) Tony-díjas amerikai színész, énekes.

## Élete és pályafutása
1927. március 5-én született a New York-i Richmond Hillen, Charlotte (leánykori nevén Koehler) és William Cassidy gyermekeként. Apja ír származású mérnök, édesanyja német származású volt.
Cassidy zenei előadóművészként sikereket ért el a Broadway-n és énekesként is aktív volt. Pályafutása alatt kétszer jelölték Primetime Emmy-díjra. Számos filmben és televíziós műsorban szerepelt, többek között a Columbo három epizódjában alakított gyilkost. 
1964-ben a She Loves Me című musical mellékszerepéért Tony-díjat kapott.

## Magánélete és halála
Két házasságából négy gyermeke és egy unokája született. Unokája Katie Cassidy amerikai színésznő, énekesnő.
1976. december 12-én vesztette életét nyugat-hollywoodi otthonában. Miután ittasan a kanapéján dohányozva elaludt, kigyulladt a háza. A lángok közt magához térve menekülni próbált, de a kijárathoz már nem jutott el. Személyazonosságát csak a fogazata és a család címerét ábrázoló pecsétgyűrűje alapján tudták megállapítani.

## Filmográfia

### Film
| Év   | Magyar cím                   | Eredeti cím                           | Szerep          | Megjegyzések                                     |
| ---- | ---------------------------- | ------------------------------------- | --------------- | ------------------------------------------------ |
| 1961 |                              | Look in Any Window                    | Gareth Lowell   |                                                  |
| 1962 |                              | The Chapman Report                    | Ted Dyson       |                                                  |
| 1970 |                              | The Cockeyed Cowboys of Calico County | Roger Hand      |                                                  |
| 1971 |                              | Bunny O’Hare                          | Greeley hadnagy |                                                  |
| 1975 | Bosszú az Eiger csúcsán      | The Eiger Sanction                    | Miles Mellough  | - magyar hangja: - Varga T. József - Áron László |
| 1976 |                              | W. C. Fields and Me                   | John Barrymore  |                                                  |
| 1977 | J. Edgar Hoover titkos aktái | The Private Files of J. Edgar Hoover  | Damon Runyon    | posztumusz megjelenés                            |

### Televízió
| Év        | Magyar cím                 | Eredeti cím                            | Szerep                              | Megjegyzések                                                                                |
| --------- | -------------------------- | -------------------------------------- | ----------------------------------- | ------------------------------------------------------------------------------------------- |
| 1957      |                            | Lux Video Theatre                      | Dr. Frederick Steele / Denis        | 2 epizód                                                                                    |
| 1958      |                            | Richard Diamond, Private Detective     | Danny Fortune                       | 1 epizód                                                                                    |
| 1958      |                            | Gunsmoke                               | Marcus France                       | 1 epizód                                                                                    |
| 1960      |                            | The Chevy Mystery Show                 | David Townsend                      | 1 epizód                                                                                    |
| 1961      |                            | Hawaiian Eye                           | Maurice Clifford                    | 1 epizód                                                                                    |
| 1961      |                            | Maverick                               | Roger Cushman                       | 1 epizód                                                                                    |
| 1961      | Alfred Hitchcock bemutatja | Alfred Hitchcock Presents              | Mark Lansing                        | 1 epizód                                                                                    |
| 1961      |                            | General Electric Theater               | Alan Richards                       | 1 epizód                                                                                    |
| 1961      |                            | Lock-Up                                | Vincent Gibson                      | 1 epizód                                                                                    |
| 1961      |                            | Wagon Train                            | Dan Palmer                          | 1 epizód                                                                                    |
| 1961–1962 |                            | Bronco                                 | Edward Miller / Bill Hickok marsall | 2 epizód                                                                                    |
| 1962      |                            | Surfside 6                             | Val Morton                          | 1 epizód                                                                                    |
| 1962      |                            | The Everglades                         | Ron Fairburn                        | 1 epizód                                                                                    |
| 1962      |                            | FBI Code 98                            | Walter Macklin                      | tévéfilm                                                                                    |
| 1962      |                            | 77 Sunset Strip                        | Dick Arnador                        | 1 epizód                                                                                    |
| 1962      |                            | The Dick Powell Show                   | Roth                                | 1 epizód                                                                                    |
| 1962      |                            | Mister Magoo's Christmas Carol         | Bob Cratchit (hangja)               | tévéfilm                                                                                    |
| 1962      |                            | Hennesey                               | lelkész                             | 1 epizód                                                                                    |
| 1963      |                            | The Wide Country                       | Jerry Manning                       | 1 epizód                                                                                    |
| 1964      |                            | Mr. Broadway                           | Allan                               | 1 epizód                                                                                    |
| 1965      |                            | The Lucy Show                          | Zoorkin professzor                  | 1 epizód                                                                                    |
| 1965      |                            | The Alfred Hitchcock Hour              | Arthur Mannix                       | 1 epizód                                                                                    |
| 1967      |                            | Coronet Blue                           | Spangler                            | 1 epizód                                                                                    |
| 1967      |                            | The Girl from U.N.C.L.E.               | Rock Mussin                         | 1 epizód                                                                                    |
| 1967      |                            | I Spy                                  | Nick Fleming                        | 1 epizód                                                                                    |
| 1967–1968 |                            | He & She                               | Oscar North                         | 26 epizód                                                                                   |
| 1968      | A balfácán                 | Get Smart                              | Mr. Bob                             | 1 epizód                                                                                    |
| 1968–1970 |                            | Bewitched                              | Rance Butler / George Dinsdale      | 2 epizód                                                                                    |
| 1969      |                            | That Girl                              | Marty Haines                        | 2 epizód                                                                                    |
| 1970      |                            | The Governor & J.J.                    | Mark Ellison                        | 1 epizód                                                                                    |
| 1970      |                            | Matt Lincoln                           | Doug Conway                         | 1 epizód                                                                                    |
| 1970      |                            | George M!                              | Jeremiah "Jerry" Cohan              | tévéfilm                                                                                    |
| 1970      |                            | The Andersonville Trial                | Otis Baker                          | tévéfilm                                                                                    |
| 1970–1972 |                            | Love, American Style                   | Chuck Fuller / Fred / Frank         | 3 epizód                                                                                    |
| 1971      |                            | Sarge                                  | John Michael O'Flaherty             | 1 epizód                                                                                    |
| 1971      |                            | Bonanza                                | Kevin O'Casey                       | 1 epizód                                                                                    |
| 1971      |                            | The Mary Tyler Moore Show              | Hal Baxter                          | 1 epizód                                                                                    |
| 1971      |                            | Alias Smith and Jones                  | Harry Wagener                       | 1 epizód                                                                                    |
| 1971      |                            | Night Gallery                          | Marius Davis                        | 1 epizód                                                                                    |
| 1971      |                            | The Mod Squad                          | Perry Lerriko                       | 1 epizód                                                                                    |
| 1971–1976 | Columbo                    | Columbo                                | Ken Franklin                        | - 1 epizód - (Ahogy a könyvben meg van írva) - magyar hangja: - Mécs Károly - Juhász Jácint |
| 1971–1976 | Columbo                    | Columbo                                | Riley Greenleaf                     | - 1 epizód - (Kézirat vagy halál) - magyar hangja: - Juhász Jácint                          |
| 1971–1976 | Columbo                    | Columbo                                | A Nagy Santini                      | - 1 epizód - (Szemfényvesztő) - magyar hangja: - Juhász Jácint                              |
| 1972      | Mission: Impossible        | Mission: Impossible                    | Orin Kerr                           | 1 epizód                                                                                    |
| 1972      |                            | Your Money or Your Wife                | Josh Darwin                         | tévéfilm                                                                                    |
| 1972      |                            | Banyon                                 | Grey Gloves                         | 1 epizód                                                                                    |
| 1973      |                            | Orson Welles Great Mysteries           | Pennington                          | 1 epizód                                                                                    |
| 1973      |                            | Barnaby Jones                          | Craig Woodridge                     | 1 epizód                                                                                    |
| 1973      |                            | A Time for Love                        | Tom Pierson                         | tévéfilm                                                                                    |
| 1974      |                            | Fools, Female and Fun                  | Danny Holliday                      | tévéfilm                                                                                    |
| 1974      |                            | The Phantom of Hollywood               | Otto Vonner / Karl Vonner           | tévéfilm                                                                                    |
| 1974      |                            | Great Performances                     | Paul Sears                          | 1 epizód                                                                                    |
| 1974      |                            | Cannon                                 | James O'Hara tábornok               | 1 epizód                                                                                    |
| 1975      | Hawaii Five-O              | Hawaii Five-O                          | Orrin Morwood                       | 1 epizód                                                                                    |
| 1975      |                            | Matt Helm                              | Buckman                             | 1 epizód                                                                                    |
| 1975      |                            | Knuckle                                | Patrick Delafield                   | tévéfilm                                                                                    |
| 1975      |                            | Death Among Friends                    | Chico Donovan                       | tévéfilm                                                                                    |
| 1977      |                            | McCloud                                | Lord Charles Bridges                | 1 epizód (posztumusz megjelenés)                                                            |
| 1977      |                            | Benny and Barney: Las Vegas Undercover | Jules Rosen                         | tévéfilm (posztumusz megjelenés)                                                            |
| 1977      |                            | The Feather and Father Gang            | püspök                              | 1 epizód (posztumusz megjelenés)                                                            |

## Diszkográfia
Shirley Jones és Jack Cassidy album
- Speaking of Love (1957) Columbia Records
- Brigadoon (1957) Columbia Records
- With Love from Hollywood (1958) Columbia
- Marriage Type Love (1959) RCA Records
- Maggie Flynn (1968) RCA Records
- Showtunes (1995) Sony Music
- Essential Masters (2011) Master Classics Records
- Marriage Type Love (2014) Columbia Masterworks

## Fordítás
- Ez a szócikk részben vagy egészben  a   Jack Cassidy című angol Wikipédia-szócikk fordításán alapul.  Az eredeti cikk szerkesztőit annak laptörténete sorolja fel. Ez a jelzés csupán a megfogalmazás eredetét és a szerzői jogokat jelzi, nem szolgál a cikkben szereplő információk forrásmegjelöléseként.

## További információ
- Jack Cassidy a PORT.hu-n (magyarul)
- Jack Cassidy az Internetes Szinkronadatbázisban (magyarul)
- Jack Cassidy az Internet Movie Database-ben (angolul)
- Jack Cassidy a Rotten Tomatoeson (angolul)
- Jack Cassidy tragikus halála a Life.hu oldalon